# Dicranomyia (Dicranomyia) archeyi
Dicranomyia (Dicranomyia) archeyi is een tweevleugelige uit de familie steltmuggen (Limoniidae). De soort komt voor in het Australaziatisch gebied.